# Pherbellia trivittata
Pherbellia trivittata är en tvåvingeart som först beskrevs av Cresson 1920.  Pherbellia trivittata ingår i släktet Pherbellia och familjen kärrflugor. Inga underarter finns listade i Catalogue of Life.